# Michael Buffer
Michael Buffer (Filadélfia, 2 de novembro de 1944) é um locutor americano conhecido por anunciar lutas de boxe.
Buffer é conhecido por sua famosa frase, Let's Get Ready To Rumble, usada antes das lutas. A frase também foi usada também nos games de boxe Ready To Rumble.
Michael Buffer sempre anuncia o Royal Rumble, um pay-per-view da empresa de wrestling americana, a WWE.
Em 2017 durante o Grande Prêmio dos Estados Unidos de Fórmula 1, ele fez uma introdução aos pilotos antes da largada e usou a frase "Gentleman, start your engines and Let's Get Ready To Rumble"

## Biografia
Antes de se tornar locutor, Buffer já serviu ao exército norte-americano na Guerra do Vietnã, foi vendedor de carros e tentou a carreira de modelo. Em 1982 passou a anunciar lutas de boxe.
Inicialmente ele era locutor das lutas da Bob Arum's Top Rank, na ESPN. Em 1984 desenvolveu seu famoso lema Let’s get ready to rumble (Algo como: Vamos agitar), que virou marca registrada de Buffer. Atualmente Buffer é locutor dos eventos da HBO e da RTL, da Alemanha.
Buffer já apresentou lutas do wrestling profissional até 2001.  Em 2007 retornou a esporte anunciando as lutas do WWE Saturday Night's. Também já fez aparições na NBA, NFL.
Buffer já foi entrevistado em talk shows de várias emissoras como os de Jay Leno, David Letterman, Arsenio Hall, Conan O'Brien e Jimmy Kimmel. E já tendo aparecido em desenho nas séries The Simpsons, South Park e Celebrity Deathmatch. Também participou o Deal or no Deal da NBC
Michael Buffer tem um irmão, Bruce Buffer que anuncia lutas do Ultimate Fighting Championship.

## Filmografia
Por causa de sua notoriedade no boxe, Buffer já foi convidado a fazer vários filmes sobre o boxe.
- Creed (2015) – ele mesmo/anunciador de ringue
- You Don't Mess with the Zohan (2008) – Walbridge
- Rocky Balboa (2006) – ele mesmo/anunciador de ringue
- Against the Ropes (2004) – anunciador de ringue
- Dickie Roberts: Former Child Star (Dickie Roberts: O pestinha cresceu) (2003) – Ele mesmo
- The Extreme Adventures of Super Dave (2003) – ele mesmo/Comentarista esportivo
- Game Over (2003) – anunciador
- More Than Famous (2003) – Ele mesmo
- Play It to the Bone (2003) – Ele mesmo
- Ready To Rumble (2001) – Ele mesmo
- Virtuosity (1995)' - Anuciador de ringue
- Prize Fighter (1993) - – Anunciador de ringue
- Rocky V (1990) – Anunciador de ringue
- Harlem Nights (1989) – Anuciador de ringue
- Homeboy (1988) – Anunciador de ringue